# 御史臺
御史臺是中國古代一种官署名。随着朝代变换，其职能逐渐演变。

## 察台（宪台官）之演变
| 周   | 秦     | 前漢     | 後漢       | 魏         | 晋         | 隋（煬帝） | 唐（玄宗） | 宋       | 元       | 明     | 清       | 民国   | 共和国         | 主要職務                   |
| ---- | ------ | -------- | ---------- | ---------- | ---------- | ---------- | ---------- | -------- | -------- | ------ | -------- | ------ | -------------- | -------------------------- |
| 司士 | 御史府 | 御史中丞 | 御史台中丞 | 御史台中丞 | 御史台中丞 | 御史台大夫 | 御史台大夫 | 御史中丞 | 御史大夫 | 都察院 | 左都御史 | 監察院 | 国家监察委员会 | 官吏之風紀所据取締之准则。 |

## 历史
秦汉以御史负责监察事务。御史所居官署称御史府，又称蘭臺、憲臺。南朝梁、陈；北朝魏、齐时，称御史臺。隋、唐、五代、宋、金、元历代沿置。是中央行政监察机关，也是中央司法机关之一，负责纠察、弹劾官员、肃正纲纪。
唐朝贞观之前，御史臺仅仅风闻奏事，没有司法权力。後设置臺狱，受理特殊的诉讼案件。光宅元年（684年）改御史臺为左肃政臺，专管京官、军队的监察事务，地方监察事务另设右肃政臺负责。稍后，左臺也可以监察地方。两臺每年春秋两季派出专使以四十八条巡察州县，春季派遣的称风俗使，秋季派遣的称廉察使。神龙元年（705年）改成左右御史臺。太极元年（712年）废右臺，次年复置，稍后再废。
唐朝政府在洛阳也设置御史臺，称东都留臺。开元十四年（726年）后，专设受事御史一员，以御史充任，每日一人轮流受理词讼。从此，凡重大案件，御史臺和刑部、大理寺组成三法司联合审理。大理寺负责审讯人犯、拟定判词，刑部负责复核，同时报御史臺监审。御史臺以御史大夫为主官，御史中丞副之，领侍御史、殿中侍御史、监察御史。中唐之后，御史大夫多缺，御史中丞为实际上的主官。同时，中唐以后，节度使、刺史等外官可带御史臺官衔，称外臺。
宋朝御史为寄禄官，不理御史臺事，监察事务实际由门下省给事中、拾遗等官充任。元丰改制后，恢复设立御史臺官署，职掌同唐朝，但不设留臺，外官不带御史臺官衔。
金、元御史大夫、御史中丞並置，而御史大夫不理御史臺事，仍以御史中丞为主官。元朝，御史制度空前发达，御史臺直接在地方设立行御史臺，与行枢密院、行中书省并立。明朝废御史臺，改设都察院，清朝沿置。
到了中華民國，孫文建立有別於西方三權分立的政治制度，增加中國監察制度，將監察院設計為五院之一，負責監察中央政府與地方政府。中華人民共和國則設立國家監察委員會。

## 無官御史台
宋代的太學，太學生極重氣節，關心國事，勇於抨擊政府施政，因此被稱為「無官御史台」。